# Amico di penna
Gli amici di penna sono persone che scrivono regolarmente gli uni agli altri, soprattutto via posta tradizionale.

## Finalità
L'amicizia di penna è spesso ricercata per fare pratica con la lettura e la scrittura di una lingua straniera, per migliorare l'alfabetizzazione, per saperne di più sugli altri paesi e stili di vita, per conoscere nuove persone. Come con qualsiasi amicizia nella vita, alcune persone rimangono amici di penna solo per un breve periodo di tempo, mentre altri continuano a scambiarsi lettere e regali per la vita. Alcuni amici di penna eventualmente riescono ad organizzare incontri faccia a faccia; a volte con profonde relazioni, o anche il matrimonio.
Sono disponibili amici di penna per ogni fascia di età, nazionalità e cultura. Infatti si possono cercare nuovi corrispondenti in base all'età, alla professione, hobby, o scegliere qualcuno completamente diverso dalla propria cultura in modo da acquisire conoscenza del mondo esterno.
Una variante moderna della corrispondenza di penna tradizionale è quella di scambiarsi posta elettronica anziché lettere di carta. Questo metodo ha il vantaggio di essere molto più economico e immediato, permettendo di scambiarsi molti messaggi in un breve periodo di tempo. Lo svantaggio è che la comunicazione può essere più effimera. Molte persone preferiscono ricevere lettere di carta, ottenendo la soddisfazione di vedere il proprio nome stampato con cura su una spessa busta nella cassetta delle lettere. Utilizzando la posta ordinaria è inoltre possibile scambiarsi cartoline, francobolli e quant'altro sia abbastanza sottile per essere infilato all'interno di una busta.

## Organizzazioni
Molti amici di penna si incontrano attraverso organizzazioni che riuniscono le persone per questo scopo.
Questo genere di organizzazioni può essere suddiviso in tre categorie principali: gratis, abbonamento parziale e club abbonamento. I club gratuiti sono solitamente finanziati dalla pubblicità e i profili non vengono controllati, mentre i club con un costo di sottoscrizione di solito non contengono alcuna pubblicità e hanno un processo di approvazione dei profili al database.